# Batrachoides liberiensis
Batrachoides liberiensis is een straalvinnige vissensoort uit de familie van kikvorsvissen (Batrachoididae). De wetenschappelijke naam van de soort is voor het eerst geldig gepubliceerd in 1867 door Steindachner.